# Dance with the devil
Dance with the devil is de enige single van Cozy Powell die in Nederland een hit werd. Powell was toen net uit Bedlam gestapt en op weg naar Cozy Powell’s Hammer en Rainbow, toen hij via Jeff Beck in de stal van muziekproducent Mickie Most terechtkwam. Powell speelde drums in talloze opnamen voor die producer van onder meer Suzi Quatro en Hot Chocolate, maar ook ingetogener werk, zoals dat van Murray Head en Peter Sarstedt.
Dance with the devil is eigenlijk één lange drumsolo aangevuld met wat drumwerk van andere musici onder wie de eerder genoemde Suzi Quatro. Destijds waren drumsolo’s mateloos populair bij fans van progressieve rock en hardrock. De melodie werd gehaald uit Jimi Hendrix’ Third stone from the sun. Hayes was de baas van RAK Records. Op zich werd de drumsolo weer gebruikt als fundament voor Boney M.s Rasputin.

## Hitnotering
In Nederland en het Verenigd Koninkrijk was het plaatje populair, België echter liet het links liggen.

### Nederlandse Top 40
| Hitnotering: week 9 t/m 17 in 1974 | Hitnotering: week 9 t/m 17 in 1974 | Hitnotering: week 9 t/m 17 in 1974 | Hitnotering: week 9 t/m 17 in 1974 | Hitnotering: week 9 t/m 17 in 1974 | Hitnotering: week 9 t/m 17 in 1974 | Hitnotering: week 9 t/m 17 in 1974 | Hitnotering: week 9 t/m 17 in 1974 | Hitnotering: week 9 t/m 17 in 1974 | Hitnotering: week 9 t/m 17 in 1974 | Hitnotering: week 9 t/m 17 in 1974 |
| Week:                              | 1                                  | 2                                  | 3                                  | 4                                  | 5                                  | 6                                  | 7                                  | 8                                  | 9                                  |                                    |
| ---------------------------------- | ---------------------------------- | ---------------------------------- | ---------------------------------- | ---------------------------------- | ---------------------------------- | ---------------------------------- | ---------------------------------- | ---------------------------------- | ---------------------------------- | ---------------------------------- |
| Positie:                           | 24                                 | 10                                 | 7                                  | 5                                  | 8                                  | 15                                 | 23                                 | 32                                 | 34                                 | uit                                |

### NederlandseDaverende 30
| Hitnotering: 23-2-1974 t/m 19-4-1974 | Hitnotering: 23-2-1974 t/m 19-4-1974 | Hitnotering: 23-2-1974 t/m 19-4-1974 | Hitnotering: 23-2-1974 t/m 19-4-1974 | Hitnotering: 23-2-1974 t/m 19-4-1974 | Hitnotering: 23-2-1974 t/m 19-4-1974 | Hitnotering: 23-2-1974 t/m 19-4-1974 | Hitnotering: 23-2-1974 t/m 19-4-1974 | Hitnotering: 23-2-1974 t/m 19-4-1974 | Hitnotering: 23-2-1974 t/m 19-4-1974 |
| Week:                                | 1                                    | 2                                    | 3                                    | 4                                    | 5                                    | 6                                    | 7                                    | 8                                    |                                      |
| ------------------------------------ | ------------------------------------ | ------------------------------------ | ------------------------------------ | ------------------------------------ | ------------------------------------ | ------------------------------------ | ------------------------------------ | ------------------------------------ | ------------------------------------ |
| Positie:                             | 30                                   | 17                                   | 7                                    | 5                                    | 4                                    | 3                                    | 14                                   | 27                                   | uit                                  |

### Britse single top 50
| Hitnotering: 8-12-1973 t/m 23-3-1974 | Hitnotering: 8-12-1973 t/m 23-3-1974 | Hitnotering: 8-12-1973 t/m 23-3-1974 | Hitnotering: 8-12-1973 t/m 23-3-1974 | Hitnotering: 8-12-1973 t/m 23-3-1974 | Hitnotering: 8-12-1973 t/m 23-3-1974 | Hitnotering: 8-12-1973 t/m 23-3-1974 | Hitnotering: 8-12-1973 t/m 23-3-1974 | Hitnotering: 8-12-1973 t/m 23-3-1974 | Hitnotering: 8-12-1973 t/m 23-3-1974 | Hitnotering: 8-12-1973 t/m 23-3-1974 | Hitnotering: 8-12-1973 t/m 23-3-1974 | Hitnotering: 8-12-1973 t/m 23-3-1974 | Hitnotering: 8-12-1973 t/m 23-3-1974 | Hitnotering: 8-12-1973 t/m 23-3-1974 | Hitnotering: 8-12-1973 t/m 23-3-1974 | Hitnotering: 8-12-1973 t/m 23-3-1974 |
| Week:                                | 1                                    | 2                                    | 3                                    | 4                                    | 5                                    | 6                                    | 7                                    | 8                                    | 9                                    | 10                                   | 11                                   | 12                                   | 13                                   | 14                                   | 15                                   |                                      |
| ------------------------------------ | ------------------------------------ | ------------------------------------ | ------------------------------------ | ------------------------------------ | ------------------------------------ | ------------------------------------ | ------------------------------------ | ------------------------------------ | ------------------------------------ | ------------------------------------ | ------------------------------------ | ------------------------------------ | ------------------------------------ | ------------------------------------ | ------------------------------------ | ------------------------------------ |
| Positie:                             | 46                                   | 38                                   | 17                                   | 17                                   | 14                                   | 6                                    | 4                                    | 4                                    | 5                                    | 3                                    | 6                                    | 17                                   | 23                                   | 30                                   | 42                                   | uit                                  |

Gunther D versie :